# Stéphanie Mariage
Pour les articles homonymes, voir Mariage (homonymie).
Stéphanie Mariage est une pongiste handisport française née le 3 avril 1966 à Villers-Semeuse, évoluant en classe 3 (paraplégique ayant une perte importante d’équilibre).
Aux Jeux paralympiques d'été de 2000 à Sydney, elle est médaillée d'or par équipe. Elle remporte deux médailles aux Jeux paralympiques d'été de 2004 à Sydney : une médaille d'or par équipes et une médaille d'argent en simple classe 3. Elle est médaillée de bronze par équipe aux Jeux paralympiques d'été de 2008 à Pékin.